# Pseudobunaea catochra
Pseudobunaea catochra är en fjärilsart som beskrevs av Karsch 1893. Pseudobunaea catochra ingår i släktet Pseudobunaea och familjen påfågelsspinnare. Inga underarter finns listade i Catalogue of Life.